# 半音階的大ギャロップ
半音階的大ギャロップ（はんおんかいてきだいギャロップ、Grand galop chromatique、サール番号：S.219）はフランツ・リストの作曲したピアノ曲。

## 概要
1838年に作曲され、出版されるとルドルフ・アポーニー伯爵（Count Rudolf Apponyi）に献呈された。リストの絢爛たる技巧を発揮するための演奏効果の高い小品で、リストがリサイタルを開いた際には頻繁に取り上げられていた。このため当初から高い人気を博し、次年までには演奏を容易にした版（S.219bis）や四手ピアノ版（S.616）がリスト自身によって編まれ、出版されている。

## 作品
プレスト、変ホ長調、2/4拍子。
ファンファーレ風の短い前奏に続き、上行半音階をもとにした中心主題がギャロップのリズムに乗って軽快に現れる。これに加えて和音で奏される決然とした動機、《ラ・カンパネッラ》を思わせる跳躍が続く動機が変奏されながら、華やかな終結まで入れ替わり立ち替わり現れる。
幅広い跳躍、オクターヴ、4-5指を用いた細かい動きなど、演奏には高い技巧が要求される。また、曲全体の調性感は明瞭であるものの、半音階が主題材料に用いられているため、増三和音や全音音階の響きが頻出するのが特徴的である。